# Victoria altimontaria
Victoria altimontaria är en fjärilsart som beskrevs av Claude Herbulot 1971. Victoria altimontaria ingår i släktet Victoria och familjen mätare. Inga underarter finns listade i Catalogue of Life.